# Lanildut
Lanildut (en bretó Lannildud) és un municipi francès, situat a la regió de Bretanya, al departament de Finisterre. L'any 2006 tenia 918 habitants. El consell municipal ha aprovat la carta Ya d'ar brezhoneg.

## Demografia
| 1962                                       | 1968 | 1975 | 1982 | 1990 | 1999 |
| ------------------------------------------ | ---- | ---- | ---- | ---- | ---- |
| 786                                        | 661  | 651  | 718  | 733  | 830  |
| Des de 1962: població sense dobles comptes |      |      |      |      |      |

## Administració
| Període   | Identitat       | Partit |
| --------- | --------------- | ------ |
| 1977-1995 | François Mazé   |        |
| 1995-2001 | Raymond Mellaza |        |
| 2001-2008 | Jean Bars       |        |
| 2008-     | Raymond Mellaza |        |